# Uma

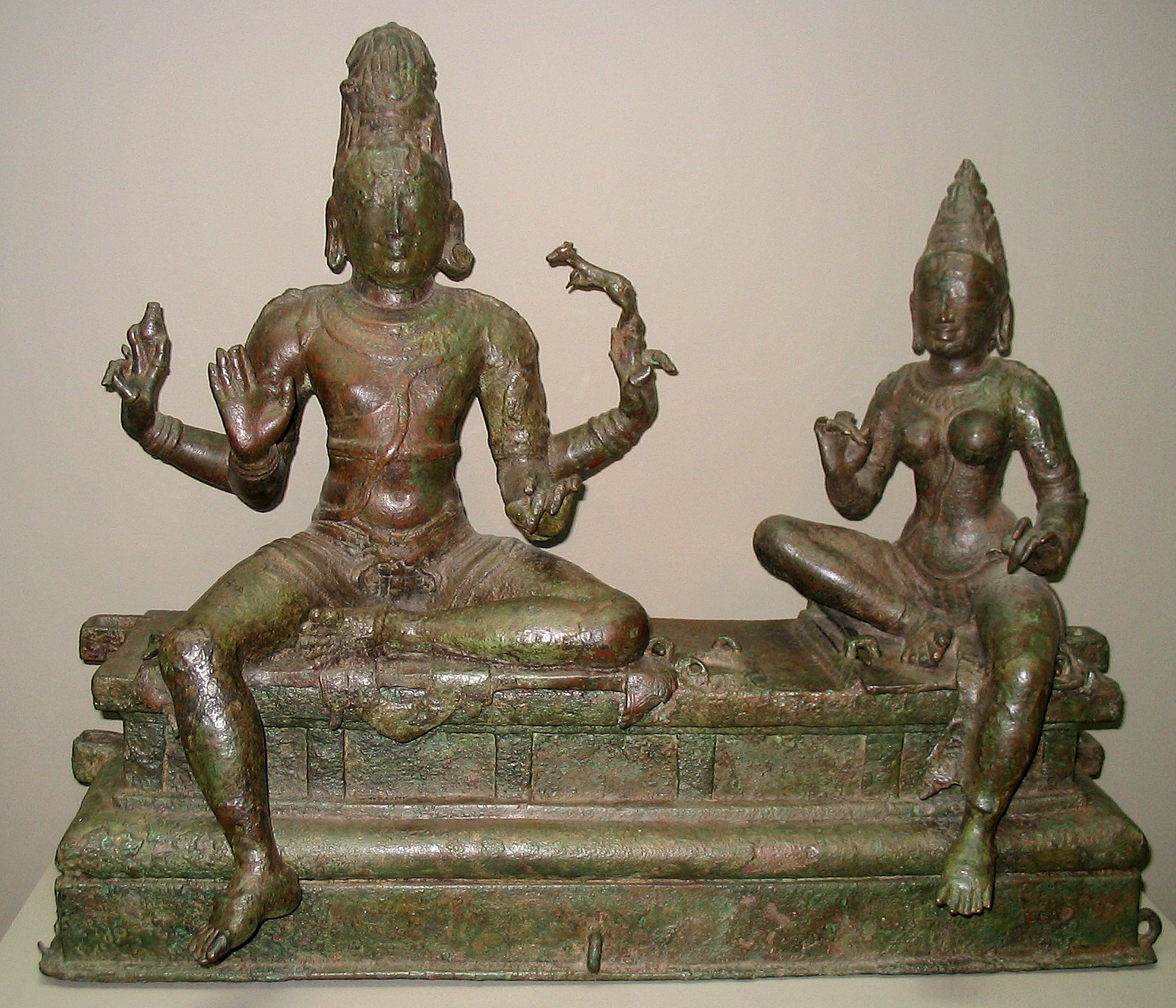
XIV-wieczna figura Śiwy i Umy

Uma – w tradycji hinduistycznej jedna z form Dewi (Parwati), żona Śiwy. W poprzedniej inkarnacji nosiła imię Sati. Córka króla gór Himawanta  i Meny.
Uma jest mediatorką w wielu niebiańskich konfliktach, a swoich wyznawców uczy jak zachować równowagę pomiędzy pozornymi sprzecznościami ludzkiej natury.  
Jej imiona to także: Ambika, Annapurna, Bhajrawi, Ćandi, Gauri, Durga, Dźagadmata ('matka całego świata'), Kali, Kandźakumari, Kumari, Mahadewi, Śjama. 
Przedstawiana zwykle jako dystyngowana postać siedząca u boku Śiwy.